# Заякин, Андрей Викторович
 Андре́й Ви́кторович Зая́кин (род. 23 февраля 1981, Якутск) — российский учёный-физик и общественный деятель. Один из основателей вольного сетевого сообщества «Диссернет». В 2016 году — кандидат в депутаты Государственной думы от партии «Яблоко». Кандидат физико-математических наук (2009).

## Биография
Родился 23 февраля 1981 года в Якутске. 
В 2004 году окончил физический факультет МГУ имени М. В. Ломоносова, в 2007 г. окончил там же аспирантуру.
В 2005 и 2007 году проходил стажировку в Свободном университете Берлина, в группе Хагена Кляйнерта.
С 2008 по 2010 год работал в Мюнхенском университете (Германия).
26 мая 2009 года в ГНЦ РФ — Институте теоретической и экспериментальной физики имени А. И. Алиханова под научным руководством академика РАН, доктора физико-математических наук Д. В. Ширкова и доктора физико-математических наук А. С. Горского защитил диссертацию на соискание учёной степени кандидата физико-математических наук по теме «Непертурбативные явления в квантовой теории поля во внешних полях и при конечной температуре» (Специальности 01.04.02 — теоретическая физика и 01.01.03 — математическая физика). Официальные оппоненты: доктор физико-математических наук, профессор В. Ч. Жуковский и доктор физико-математических наук Ю. М. Макеенко. Ведущая организация: Институт теоретической физики имени Л. Д. Ландау.
В 2011 году работал в Университете Перуджи (Италия). С конца 2012 г. работает в университете Сантьяго де Компостела, а также (с 2005 г.) — в Институте теоретической и экспериментальной физики.
Область научных интересов — теория интегрируемых систем, квантовая хромодинамика, теория струн.
C 2015 года является журналистом Новой газеты, с 2018 года — редактор data-отдела Новой Газеты. Статьи А. Заякина многократно номинировались на премию Редколлегия, в 2019 году он стал лауреатом этой премии.
По вероисповеданию является православным, имеет ряд публикаций на портале Правмир. Женат.

## Общественная деятельность

### «Пехтинг» и антикоррупционные разоблачения

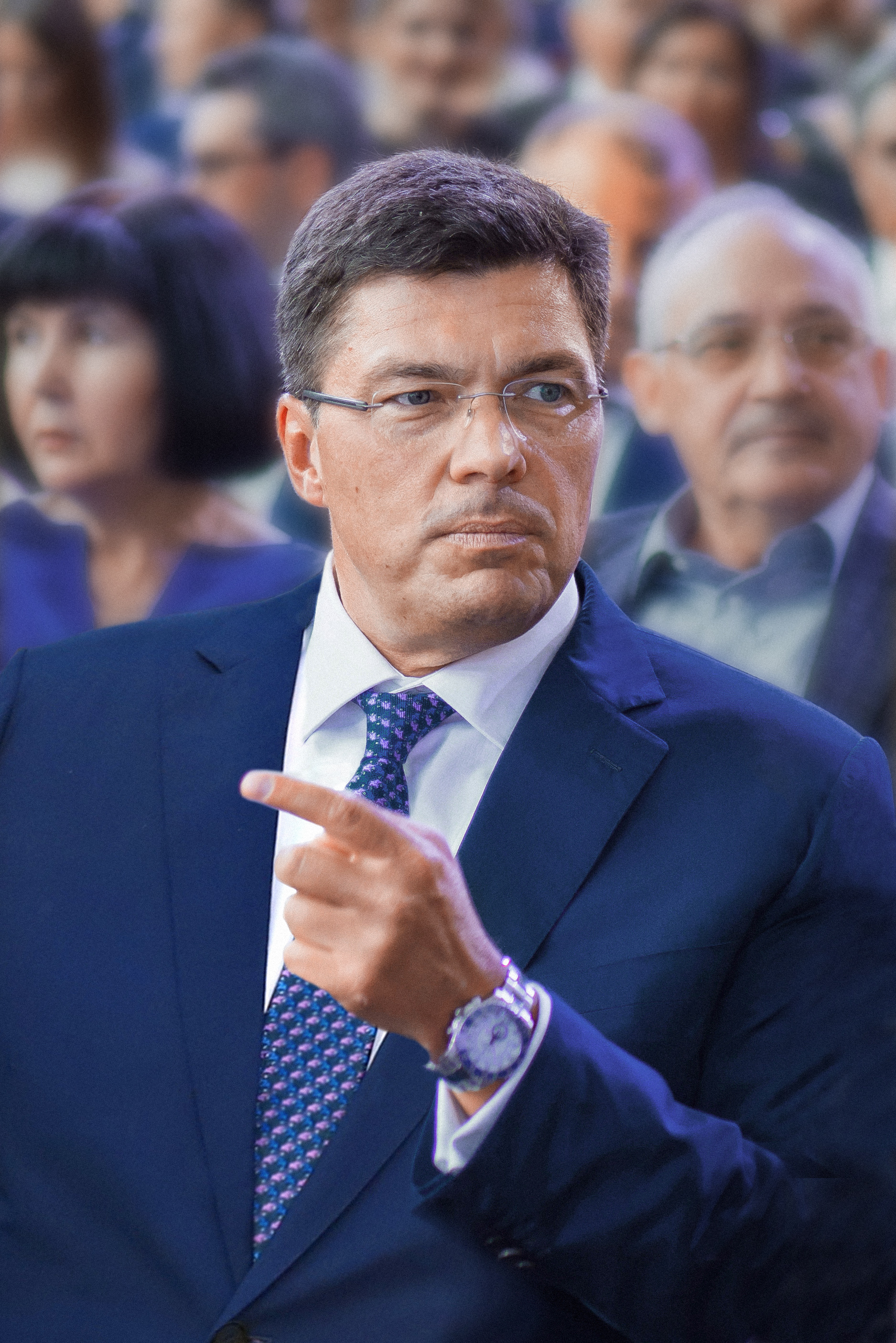
М. Маргелов — незадекларированная квартира в Майами (США)

Андрей Заякин известен в блогосфере под ником «Доктор Z» (doct_z). С середины 2011 года стал сотрудничать с Алексеем Навальным, участвуя в антикоррупционном проекте РосПил. С начала 2013 г. самостоятельно занимался поисками плагиата в защищённых в России диссертациях депутатов Государственной Думы. В 2013 г. вместе с Алексеем Навальным и Дмитрием Гудковым начал заниматься поиском незадекларированного имущества высокопоставленных лиц. Среди разоблачений А. Заякина — незадекларированные квартиры в Майами В. Пехтина и М. Маргелова. Результаты обнаружения недвижимости Пехтина в Майами-Бич (общей стоимостью более двух миллионов долларов) были переданы Заякиным для публикации А. Навальному. Публикация получила большой резонанс; в результате 20 февраля 2013 г. Пехтин сложил с себя депутатские полномочия. Этот случай породил новое слово «пехтинг», означающее скандалы, связанные с разоблачениями высших чиновников, нарушающих установленные законом требования.
В августе 2013 года А. Заякин выступил в Государственной думе с лекцией о борьбе с коррупцией.

### Борьба за избирательные права граждан
После выборов в Госдуму 2011 года и президентских выборов 2012 года А. Заякин (оба раза работавший наблюдателем) пытался подать в суды ряд исков о разнообразных нарушениях, однако столкнулся с тем, что суды отказывают гражданам в рассмотрении дел, ссылаясь на то, что избирательные права граждан заканчиваются в момент голосования. В результате Заякин обратился к уполномоченному по правам человека в РФ В. Лукину с жалобой на нарушение положений Гражданского процессуального кодекса и ФЗ «О выборах депутатов Госдумы», «Об основных гарантиях избирательных прав». Эта жалоба была рассмотрена на заседании Конституционного Суда в марте 2013 г.; заявителями выступили уполномоченный по правам человека в РФ Владимир Лукин, региональное отделение «Справедливой России», жители Петербурга и Воронежа. Конституционный Суд пришёл к выводу, что нарушения требований избирательного законодательства, допущенные после завершения голосования, приводят к искажению итогов выборов, что ставит под сомнение легитимность органов власти и принципы народовластия, и обязал федерального законодателя уточнить условия обжалования действий избиркомов по подсчёту голосов и подведению итогов выборов.

### Диссернет: разоблачение плагиата в диссертациях
Некоторое время А. Заякин занимался в одиночку исследованием плагиата в диссертациях высокопоставленных чиновников. Первыми жертвами расследований «доктора Z» в этой области стали российские государственные деятели Александр Бабаков, Татьяна Алексеева, Николай Булаев, Ришат Абубакиров, Дмитрий Вяткин. Разоблачение плагиата в диссертации Д. Вяткина сопровождалось личным общением: Вяткин, являющийся представителем Государственной Думы в Конституционном Суде РФ, пришёл на заседание КС по избирательным правам граждан, где, столкнувшись с А. Заякиным, спасся бегством под прикрытием охранников.
Эти работы послужили одним из оснований возникновения в феврале 2013 г. Вольного сетевого сообщества «Диссернет», основная задача которого — разоблачение фальшивых диссертаций. Помимо Заякина, основателями Диссернета являются журналист Сергей Пархоменко, физик Андрей Ростовцев и биолог Михаил Гельфанд.
В рамках деятельности по координации работы Диссернета А. Заякин является инициатором и организатором ряда «веерных» проверок на плагиат, в том числе — депутатов Государственной Думы, кандидатов в депутаты Мосгордумы VI созыва.
В аналитическом обзоре деятельности Диссернета «в восьми сериях», опубликованных в 2014 г. в «Новой газете», А. Заякин наглядно показывает, каким образом и по каким причинам существующее законодательство и государственные органы, включая ВАК, защищают плагиаторов и отдельных представителей самой Высшей Аттестационной Комиссии.
Под руководством Заякина были написаны сотни заявлений о лишении ученой степени в связи с выявленными случаями плагиата. Именно в ответ на такое заявление 17 июля 2014 г. по приказу Минобрнауки РФ была лишена степени Г. В. Жукова, докторская диссертация которой была защищена в 2011 г., то есть подпадала под установленный срок давности. Произошедшее перед этим, в апреле 2014 года, увольнение сестры Жуковой — Федякиной Л. В. с поста ректора РГСУ, хотя и не было формально связано с заявлением Заякина, также последовало за Диссернетовской экспертизой диссертации; после увольнения в ведомстве отметили, что «главной причиной увольнения стало заимствование целого ряда фрагментов текстов других учёных при написании ею докторской диссертации».
С 1 июня 2024 года покинул сообщество Диссернет.

## Политическая деятельность
На выборах в Государственную Думу 2016 года возглавил региональный список партии «Яблоко» на Дальнем Востоке.
В феврале 2022 подписал открытое письмо российских учёных с осуждением вторжения России на Украину и призывом вывести российские войска с украинской территории.

## Уголовное преследование
29 августа 2022 года Заякин был задержан, ему предъявлено обвинение по части 1 статьи 282.3 УК РФ («финансирование экстремистской деятельности») за перевод тысячи рублей в адрес Фонда борьбы с коррупцией. По данным «Диссернета», при задержании «ОМОН устроил „штурм“ его квартиры с высадкой десанта на балконе второго этажа при одновременной „атаке“ с лестничной клетки, с выбитыми окнами и дверьми квартиры». Заякину была назначена мера пресечения в виде запрета определённых действий. 29 октября информация о розыске Андрея Заякина появилась в базе данных МВД. Заякин рассказал изданию «Холод», что покинул Россию.
15 ноября 2022 года внесён в список террористов и экстремистов Росфинмониторинг.
18 ноября Министерством юстиции России внесён в список физических лиц — «иностранных агентов».
14 декабря Басманный суд города Москвы принял заочное решение о взятии под стражу Андрея Заякина.

## Научные труды
- Заякин А. В. Непертурбативные явления в квантовой теории поля во внешних полях и при конечной температуре / автореферат дис. ... кандидата физико-математических наук : 01.04.02, 01.01.03. — М.: Ин-т теорет. и эксперим. физики, 2009. — 14 с. (недоступная ссылка)
- Zayakin A. V. QCD Vacuum Properties in a Magnetic Field from AdS/CFT: Chiral Condensate and Goldstone Mass // Journal of High Energy Physics[англ.], 07 (2008) 116, 12pp.
- Monin A. K., Zayakin A. V. Semiclassical Treatment of Induced Schwinger Processes at Finite Temperature // Письма в Журнал экспериментальной и теоретической физики, 87:11 (2008) 709—714
- Monin A. K., Zayakin A. V. Monopole Decay in a Variable External Field // Письма в Журнал экспериментальной и теоретической физики, 84:1 (2006) 8-12
- Monin A. K., Zayakin A. V. Nonperturbative decay of a monopole: The semiclassical preexponential factor // Physical Review D, 75 (2007) 065029, 9 pp.

## Интервью
- Шлосберг Live. Андрей Заякин // ГражданинЪ TV. 6 мая 2019.

## Публицистика
- Заякин А. В. Эволюция без истерики, или Может ли православный произойти от обезьяны? // Православие и мир, 01.03.2010